# Festa d'Aran
La Fiesta de Arán (en occitano: Hèsta d'Aran) es la fiesta nacional del Valle de Aran. Se celebra cada 17 de junio para conmemorar la restitución del Consejo General de Arán 157 años después de su abolición por una Real Cédula española de 1834, y para recordar la recuperación del autogobierno en las elecciones aranesas de 1991.
El Vall d'Aran recuperó sus instituciones propias un siglo y medio después de que fueran abolidas con la creación de las provincias españolas y la incorporación del Valle en la provincia de Lleida.  Así, se recuperó un autogobierno que databa de 1313, cuando Jaime II había otorgado al Valle la Querimònia, su propia Carta Magna.
Los actos de celebración de la Festa incluyen un desfile de pendones llevados por los representantes de cada tersón (el equivalente a las provincias), una misa solemne en el Santuario de Nuestra Senhora de Mijaran, la izada de la bandera y la interpretación del himno del Valle, Montanhes araneses. Además, se llevan a cabo parlamentos institucionales y se interpretan bailes típicos.